# Beiersdorf-Freudenberg
Beiersdorf-Freudenberg är en kommun i Landkreis Märkisch-Oderland i förbundslandet Brandenburg i Tyskland.
Kommunen bildades den 31 december 2001 en sammanslagning av de tidigare kommunerna Beiersdorf och Freudenberg.
Kommunen ingår i kommunalförbundet Amt Falkenberg-Höhe.